# Worlds Collide 2019
Worlds Collide 2019 è stato un evento speciale di wrestling organizzato dalla WWE in esclusiva per il WWE Network. L'evento si è svolto tra il 26 gennaio e il 27 gennaio 2019 al Phoenix Convention Center di Phoenix (Arizona).
Durante l'evento si è disputato un torneo a sedici uomini appartenenti ai roster di NXT, NXT UK e 205 Live.

## Struttura del torneo
|  | Ottavi di finale 26 gennaio 2019 | Ottavi di finale 26 gennaio 2019 | Ottavi di finale 26 gennaio 2019 |                  |              | Quarti di finale 26 gennaio 2019 | Quarti di finale 26 gennaio 2019 | Quarti di finale 26 gennaio 2019 |  |  | Semifinali 27 gennaio 2019 | Semifinali 27 gennaio 2019 | Semifinali 27 gennaio 2019 |  |                 | Finale 27 gennaio 2019 | Finale 27 gennaio 2019 | Finale 27 gennaio 2019 |
|  |                                  |                                  |                                  |                  |              |                                  |                                  |                                  |  |  |                            |                            |                            |  |                 |                        |                        |                        |
|  | NXT                              | Velveteen Dream                  | Schienamento                     |                  |              |                                  |                                  |                                  |  |  |                            |                            |                            |  |                 |                        |                        |                        |
|  | 205 Live                         | Tony Nese                        | 9:05                             |                  |              |                                  |                                  |                                  |  |  |                            |                            |                            |  |                 |                        |                        |                        |
|  | 205 Live                         | Tony Nese                        | 9:05                             |                  |              | Velveteen Dream                  | Schienamento                     |                                  |  |  |                            |                            |                            |  |                 |                        |                        |                        |
|  |                                  |                                  |                                  |                  |              | Velveteen Dream                  | Schienamento                     |                                  |  |  |                            |                            |                            |  |                 |                        |                        |                        |
|  |                                  |                                  |                                  | Humberto Carillo | 11:23        |                                  |                                  |                                  |  |  |                            |                            |                            |  |                 |                        |                        |                        |
|  | NXT UK                           | Zack Gibson                      | 6:18                             | Humberto Carillo | 11:23        |                                  |                                  |                                  |  |  |                            |                            |                            |  |                 |                        |                        |                        |
|  | NXT UK                           | Zack Gibson                      | 6:18                             |                  |              |                                  |                                  |                                  |  |  |                            |                            |                            |  |                 |                        |                        |                        |
|  | 205 Live                         | Humberto Carrillo                | Schienamento                     |                  |              |                                  |                                  |                                  |  |  |                            |                            |                            |  |                 |                        |                        |                        |
|  | 205 Live                         | Humberto Carrillo                | Schienamento                     |                  |              |                                  |                                  |                                  |  |  | Velveteen Dream            | Schienamento               |                            |  |                 |                        |                        |                        |
|  |                                  |                                  |                                  |                  |              |                                  |                                  |                                  |  |  | Velveteen Dream            | Schienamento               |                            |  |                 |                        |                        |                        |
|  |                                  |                                  | Jordan Devlin                    | 12:23            |              |                                  |                                  |                                  |  |  |                            |                            |                            |  |                 |                        |                        |                        |
|  | 205 Live                         | Drew Gulak                       | Jordan Devlin                    | 12:23            | Schienamento |                                  |                                  |                                  |  |  |                            |                            |                            |  |                 |                        |                        |                        |
|  | 205 Live                         | Drew Gulak                       |                                  |                  | Schienamento |                                  |                                  |                                  |  |  |                            |                            |                            |  |                 |                        |                        |                        |
|  | NXT UK                           | Mark Andrews                     | 8:29                             |                  |              |                                  |                                  |                                  |  |  |                            |                            |                            |  |                 |                        |                        |                        |
|  | NXT UK                           | Mark Andrews                     | 8:29                             |                  |              | Drew Gulak                       | 11:43                            |                                  |  |  |                            |                            |                            |  |                 |                        |                        |                        |
|  |                                  |                                  |                                  |                  |              | Drew Gulak                       | 11:43                            |                                  |  |  |                            |                            |                            |  |                 |                        |                        |                        |
|  |                                  |                                  |                                  | Jordan Devlin    | Schienamento |                                  |                                  |                                  |  |  |                            |                            |                            |  |                 |                        |                        |                        |
|  | —————                            | BYE                              |                                  | Jordan Devlin    | Schienamento |                                  |                                  |                                  |  |  |                            |                            |                            |  |                 |                        |                        |                        |
|  | —————                            | BYE                              |                                  |                  |              |                                  |                                  |                                  |  |  |                            |                            |                            |  |                 |                        |                        |                        |
|  | NXT UK                           | Jordan Devlin                    |                                  |                  |              |                                  |                                  |                                  |  |  |                            |                            |                            |  |                 |                        |                        |                        |
|  | NXT UK                           | Jordan Devlin                    |                                  |                  |              |                                  |                                  |                                  |  |  |                            |                            |                            |  | Velveteen Dream | Schienamento           |                        |                        |
|  |                                  |                                  |                                  |                  |              |                                  |                                  |                                  |  |  |                            |                            |                            |  | Velveteen Dream | Schienamento           |                        |                        |
|  |                                  |                                  | Tyler Bate                       |                  |              |                                  |                                  |                                  |  |  |                            |                            |                            |  |                 |                        |                        |                        |
|  | NXT                              | Adam Cole                        | Schienamento                     |                  |              |                                  |                                  |                                  |  |  |                            |                            |                            |  |                 |                        |                        |                        |
|  | NXT                              | Adam Cole                        | Schienamento                     |                  |              |                                  |                                  |                                  |  |  |                            |                            |                            |  |                 |                        |                        |                        |
|  | NXT                              | Shane Thorne                     | 11:10                            |                  |              |                                  |                                  |                                  |  |  |                            |                            |                            |  |                 |                        |                        |                        |
|  | NXT                              | Shane Thorne                     | 11:10                            |                  |              | Adam Cole                        | Schienamento                     |                                  |  |  |                            |                            |                            |  |                 |                        |                        |                        |
|  |                                  |                                  |                                  |                  |              | Adam Cole                        | Schienamento                     |                                  |  |  |                            |                            |                            |  |                 |                        |                        |                        |
|  |                                  |                                  |                                  | Keith Lee        | 10:24        |                                  |                                  |                                  |  |  |                            |                            |                            |  |                 |                        |                        |                        |
|  | NXT UK                           | Travis Banks                     | 5:06                             | Keith Lee        | 10:24        |                                  |                                  |                                  |  |  |                            |                            |                            |  |                 |                        |                        |                        |
|  | NXT UK                           | Travis Banks                     | 5:06                             |                  |              |                                  |                                  |                                  |  |  |                            |                            |                            |  |                 |                        |                        |                        |
|  | NXT                              | Keith Lee                        | Schienamento                     |                  |              |                                  |                                  |                                  |  |  |                            |                            |                            |  |                 |                        |                        |                        |
|  | NXT                              | Keith Lee                        | Schienamento                     |                  |              |                                  |                                  |                                  |  |  | Adam Cole                  | 10:30                      |                            |  |                 |                        |                        |                        |
|  |                                  |                                  |                                  |                  |              |                                  |                                  |                                  |  |  | Adam Cole                  | 10:30                      |                            |  |                 |                        |                        |                        |
|  |                                  |                                  | Tyler Bate                       | Schienamento     |              |                                  |                                  |                                  |  |  |                            |                            |                            |  |                 |                        |                        |                        |
|  | NXT                              | Dominik Dijakovic                | Tyler Bate                       | Schienamento     | Schienamento |                                  |                                  |                                  |  |  |                            |                            |                            |  |                 |                        |                        |                        |
|  | NXT                              | Dominik Dijakovic                |                                  |                  | Schienamento |                                  |                                  |                                  |  |  |                            |                            |                            |  |                 |                        |                        |                        |
|  | 205 Live                         | TJP                              | 8:57                             |                  |              |                                  |                                  |                                  |  |  |                            |                            |                            |  |                 |                        |                        |                        |
|  | 205 Live                         | TJP                              | 8:57                             |                  |              | Dominik Dijakovic                | 9:23                             |                                  |  |  |                            |                            |                            |  |                 |                        |                        |                        |
|  |                                  |                                  |                                  |                  |              | Dominik Dijakovic                | 9:23                             |                                  |  |  |                            |                            |                            |  |                 |                        |                        |                        |
|  |                                  |                                  |                                  | Tyler Bate       | Schienamento |                                  |                                  |                                  |  |  |                            |                            |                            |  |                 |                        |                        |                        |
|  | 205 Live                         | Cedric Alexander                 | 10:37                            | Tyler Bate       | Schienamento |                                  |                                  |                                  |  |  |                            |                            |                            |  |                 |                        |                        |                        |
|  | 205 Live                         | Cedric Alexander                 | 10:37                            |                  |              |                                  |                                  |                                  |  |  |                            |                            |                            |  |                 |                        |                        |                        |
|  | NXT UK                           | Tyler Bate                       | Schienamento                     |                  |              |                                  |                                  |                                  |  |  |                            |                            |                            |  |                 |                        |                        |                        |

## Risultati

### Prima serata
| #  | Incontri | Stipulazioni                                   | Durata |
| -- | --- | ---------------------------------------------- | ------ |
| 1  | Jordan Devlin ha sconfitto Adam Cole, Cedric Alexander, Dominik Dijakovic, Drew Gulak, Eric Bugenhagen, Keith Lee, Mark Andrews, Shane Thorne, TJP, Tony Nese, Travis Banks, Tyler Bate, Velveteen Dream e Zack Gibson | 15-man Battle Royal                            | 19:29  |
| 2  | Drew Gulak ha sconfitto Mark Andrews | Ottavo di finale del Worlds Collide Tournament | 08:29  |
| 3  | Dominik Dijakovic ha sconfitto TJP | Ottavo di finale del Worlds Collide Tournament | 08:57  |
| 4  | Keith Lee ha sconfitto Travis Banks | Ottavo di finale del Worlds Collide Tournament | 05:06  |
| 5  | Humberto Carrillo ha sconfitto Zack Gibson | Ottavo di finale del Worlds Collide Tournament | 06:18  |
| 6  | Velveteen Dream ha sconfitto Tony Nese | Ottavo di finale del Worlds Collide Tournament | 09:05  |
| 7  | Adam Cole ha sconfitto Shane Thorne | Ottavo di finale del Worlds Collide Tournament | 11:10  |
| 8  | Tyler Bate ha sconfitto Cedric Alexander | Ottavo di finale del Worlds Collide Tournament | 10:37  |
| 9  | Jordan Devlin ha sconfitto Drew Gulak | Quarto di finale del Worlds Collide Tournament | 11:43  |
| 10 | Velveteen Dream ha sconfitto Humberto Carrillo | Quarto di finale del Worlds Collide Tournament | 11:23  |
| 11 | Adam Cole ha sconfitto Keith Lee | Quarto di finale del Worlds Collide Tournament | 10:24  |
| 12 | Tyler Bate ha sconfitto Dominik Dijakovic | Quarto di finale del Worlds Collide Tournament | 09:23  |

### Seconda serata
| # | Incontri                                   | Stipulazioni                             | Durata |
| - | ------------------------------------------ | ---------------------------------------- | ------ |
| 1 | Tyler Bate ha sconfitto Adam Cole          | Semifinale del Worlds Collide Tournament | 10:30  |
| 2 | Velveteen Dream ha sconfitto Jordan Devlin | Semifinale del Worlds Collide Tournament | 12:23  |
| 3 | Velveteen Dream ha sconfitto Tyler Bate    | Finale del Worlds Collide Tournament     | 16:09  |